# Старобеляевский
Старобеляевский — исчезнувший хутор в Заветинском районе Ростовской области. До 1920-х — станица Беляевская. Станица входила в состав Сальского округа Области войска Донского. Располагалась на территории современного Заветинском районе Ростовской области по левому берегу реки Джурак-Сал, близ слияния с рекой Кара-Сал.

## История
В середине XIX века Беляевской называлась вторая сотня Верхнего улуса Калмыцкого округа Всевеликого Войска Донского. Согласно Списку населённых мест Земли Войска Донского в 1873 году в Беляевской сотне (вторая сотня Верхнего улуса) кочевало 230 кибитки, проживало 708 человек, имелась хурульская молитвенная кибитка.
В 1877 году при переходе к станичному делению Беляевская сотня была причислена к юрту станицы Потаповской. Согласно данным первой всеобщей переписи населения Российской империи 1897 года в хуторе Беляевском станицы Потаповской проживало 209 душ мужского и 218 женского пола, при хуторе имелась ветряная мельница.
Хутор преобразован в самостоятельную станицу Сальского округа Области Войска Донского не позднее 1915 года. Согласно Алфавитному списку населённых мест области войска Донского 1915 года издания в станице проживало 311 душ мужского и 373 душ женского пола.
В результате Гражданской войны и переселения калмыков на территорию образованной в 1920 году Калмыцкой автономной области население станицы резко сократилось. Многие переехали село Потапо-Беляевское Городовиковского района. Очевидно, в связи с сокращением населения преобразована в хутор Старобеляевский. По состоянию на 1926 год хутор входил в состав Атамановского сельсовета Дубовского района Сальского округа Северо-Кавказского края. Согласно Всесоюзной переписи населения 1926 года в хуторе Старобеляевском имелось 43 домохозяйства, население хутора составляло 125 человека, из них 122 калмыки.
При образовании 1930 году хутор был включён в состав Калмыцкого района Сальского округа Сальского округа Северо-Кавказского края, однако в результате административно-территориальных преобразований из состава района был исключён. В списке сельсоветов Калмыцкого района за 1932 год Старо-Беляевский сельсовет уже не значится. В марте 1944 года калмыки, проживавшие в хуторе, были депортированы.

## Население
Динамика численности населения
| 1897 | 1915 | 1926 |
| ---- | ---- | ---- |
| 427  | 684  | 125  |